# J. Frank Allee

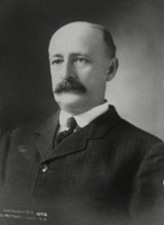
J. Frank Allee

James Frank Allee (* 2. Dezember 1857 in Dover, Delaware; † 12. Oktober 1938 ebenda) war ein US-amerikanischer Politiker der Republikanischen Partei. Von 1903 bis 1907 saß er für den US-Bundesstaat Delaware im US-Senat.

## Frühes Leben und Familie
Allee wurde in Dover geboren. Von seinem Vater lernte er das Uhrmacherhandwerk und übernahm anschließend das Juweliergeschäft der Familie. 
Im Januar 1882 heiratete Allee Lizzie Stevens.

## Karriere
Zwischen 1886 und 1896 war Allee Vorsitzender der Republikanischen Partei in Delaware. Von 1899 bis 1903 saß er dann im Senat von Delaware. 1903 wurde er für den Bundesstaat Delaware in den Bundessenat gewählt. Dort saß er bis 1907. Während seiner Zeit als Senator war er Mitglied des United States Senate Committee on Indian Depredations und des United States Senate Committee on Railroads. 1907 schied er aus dem Senat wieder aus. Er war bis zu seinem Lebensende als Juwelier und Uhrmacher in Dover tätig.

## Tod
Allee verstarb 1938 in seiner Geburtsstadt. Er wurde auf dem Christ Episcopal Church Cemetery beigesetzt.